# بنکان

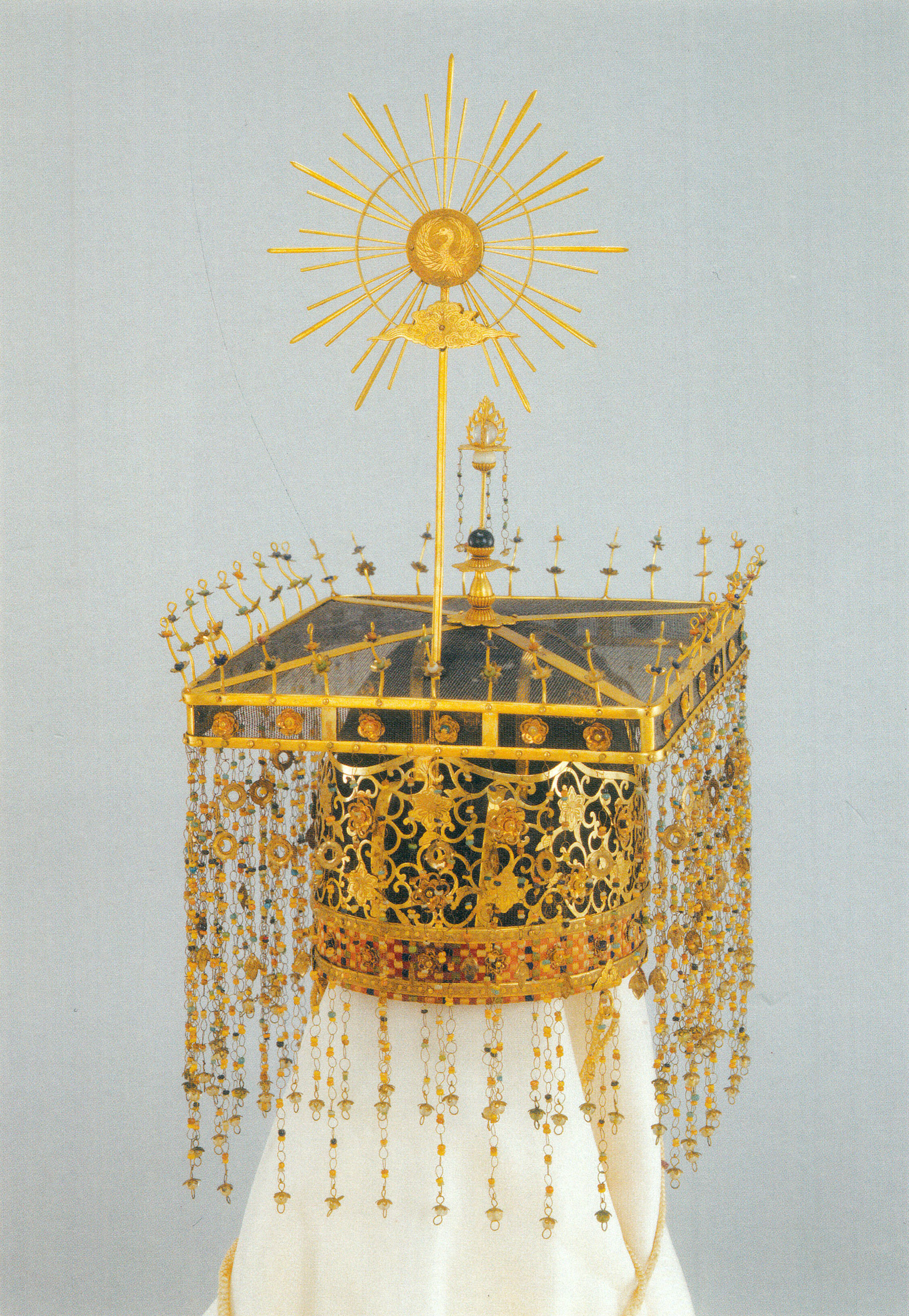
بنکان امپراتور کومی (۱۸۳۱–۱۸۶۷)

بنکان (朝賀)، نوعی تاج است که به‌طور سنتی توسط امپراتوران و ولیعهدان ژاپنی استفاده می‌شود. به آن تاما نو کُبوری (玉乃冠؛ به معنای تحت‌اللفظی «تاج جواهرنشان») نیز می‌گویند.